# フランクリン郡 (アーカンソー州)
フランクリン郡 (フランクリンぐん、Franklin County) はアメリカ合衆国アーカンソー州に位置する郡である。2000年現在、ここの人口は17,771人である。この郡はチャールストン及びオザークという、2つの郡庁所在地を有している。フランクリン郡は1837年12月19日に設立されアメリカ人政治家「ベンジャミン・フランクリン」の名を取って命名された。

## 地理
アメリカ合衆国統計局によると、この郡は総面積1,605 km2 (620 mi2) である。このうち1,579 km2 (610 mi2) が陸地で26 km2 (10 mi2) が水地域である。総面積の1.63%が水地域となっている。

### 隣接する郡
- マディソン郡  (北)
- ジョンソン郡  (東)
- ローガン郡  (南東)
- セバスチャン郡  (南西)
- クロウフォード郡  (西)

## 人口動静
2000年現在の国勢調査で、この郡は人口17,771人、6,882世帯、及び4,961家族が暮らしている。人口密度は11/km2 (29/mi2) である。5/km2 (13/mi2) の平均的な密度に7,673軒の住居が建っている。この郡の人種的構成は白人96.17%、アフリカン・アメリカン0.62%、先住民0.80%、アジア0.26%、太平洋諸島系0.06%、その他の人種0.74%、及び混血1.35%である。人口の1.74%がヒスパニックまたはラテン系である。
この郡内の住民は25.80%が18歳未満の未成年、18歳以上24歳以下が8.50%、25歳以上44歳以下が26.70%、45歳以上64歳以下が23.20%、及び65歳以上が15.80%にわたっている。中央値年齢は38歳である。女性100人ごとに対して男性は98.00人である。18歳以上の女性100人ごとに対して男性は95.80人である。
この郡の世帯ごとの平均的な収入は30,848米ドルであり、家族ごとの平均的な収入は36,189米ドルである。男性は27,907米ドルに対して女性は18,822米ドルの平均的な収入がある。この郡の一人当たりの収入 (per capita income) は14,616米ドルである。人口の15.20%及び家族の10.60%は貧困線以下である。全人口のうち18歳未満の16.20%及び65歳以上の15.70%は貧困線以下の生活を送っている。

## 都市及び町
| - Altus - ブランチ | - チャールストン - Denning | - オザーク - Wiederkehr Village |